# Balsamorhiza bonseri
Balsamorhiza bonseri là một loài thực vật có hoa trong họ Cúc. Loài này được (St.John) H.St.John mô tả khoa học đầu tiên năm 1937.